# ویلیام استرایکر
سرهنگ ویلیام «بیل» استرایکر (به انگلیسی: William Stryker) یک شخصیت خیالی شرور بزرگ در کتاب‌های کامیک منتشر شده توسط مارول کامیکس است، که اغلب به عنوان یکی از دشمنان مردان ایکس در نظر گرفته می‌شود. شخصیت ویلیام استرایکر توسط کریس کلیرمونت و برنت اندرسون خلق شده است که برای اولین بار در اکس-من: گاد لاوز، من کیلز در سال ۱۹۸۲ حضور پیدا کرد. نقش این شخصیت را در مجموعه فیلم‌های مردان ایکس، برایان کاکس، دنی هوستون و جاش هلمن بازی کرده‌اند.